# Neaxiopsis euryrhynchus
Neaxiopsis euryrhynchus is een tienpotigensoort uit de familie van de Strahlaxiidae. De wetenschappelijke naam van de soort is voor het eerst geldig gepubliceerd in 1905 door De Man.